# Bedenj
Bedenj este o localitate din comuna Črnomelj, Slovenia, cu o populație de 62 de locuitori.